# NOFX
NOFX е скейт-пънк-група от Района на Санфранциския залив, Калифорния, създадена през 1983.
Началната група се състои от следните членове: бас и вокал: Фат Майк (Fat Mike), истинско име Майк Бъркет (Mike Burkett); барабани: Ерик Сандин (Erik Sandin), и китара: Ерик Мелвин (Eric Melvin). След промени в състава, в групата влиза и Ел Хефе (El Hefe), истинско име Арон Абейта (Aaron Abeyta), свирещ втора китара и тромпет. Стилът, в който свири групата, е разнообразен, но може да се определи най-вече като смесица между скейт-пънк, ска-пънк, поп-пънк и хардкор-пънк. Текстовете засягат полемични теми, като политиката, обществото, субкултурите, расизма, музикалната индустрия и религията. Често текстовете на групата са сатирични или целенасочено представени в комична форма.
Името на групата е отчасти заимствано от Negative FX, хардкор-група от Ню Йорк. Както Fat Mike, така и другите членове на групата, са повлияни донякъде от движението стрейт едж (Straight Edge) и съществени групи от този стил (като Minor Threat и др.).
NOFX имат 11 издадени албума и са продали над 6 милиона копия по целия свят.

## Дискография
- Liberal animation (1988 преиздаден през 1991)
- S&M Airlines (1989)
- Ribbed (1991)
- White Trash, Two Heebs and a Bean (1992)
- Punk in a Drublic (1994)
- Heavy Petting Zoo (1996)
- So Long and Thanks for All the Shoes (1997)
- Pump up the Valuum (2000)
- The War on Errorism (2003)
- Wolves in Wolves'Clothing (2006)
- Coaster (2009)
- Self Entitled (2012)
- First Ditch Effort (2016)